# Tulane University
Tulane University, officiellt Tulane University of Louisiana, är ett privat forskningsuniversitet i New Orleans i Louisiana.

## Alumner
| Företagsledare - Neil Bush - James H. Clark Författare - Shirley Ann Grau - N.K. Jemisin Idrottare - David Mark Berger - Gustave Marinius Heiss - Paul Morphy - Hamilton Richardson Musiker - Grayson Capps Politiker - William L. Armstrong - Howard Baker - Newton C. Blanchard - Lindy Boggs | - Edwin S. Broussard - Robert F. Broussard - Allen J. Ellender - Murphy J. Foster - Randall L. Gibson - Newt Gingrich - Tim Griffin - F. Edward Hébert - Lisa P. Jackson - Michael Hahn - Luther E. Hall - Alvin Olin King - Richard W. Leche - Earl Long - Huey Long - John McEnery - Lewis L. Morgan - Ray Nagin - Francis T. Nicholls | - John H. Overton - Cedric Richmond - Jared Y. Sanders - Jared Y. Sanders Jr. - Oramel H. Simpson - Jerry Springer - Luther Strange - Suhas Subramanyam - Gene Taylor - Dave Treen - David Vitter - Edward Douglass White - Bob Wise Rymdfarare - Doug Hurley Skådespelare - Enrique Murciano - D.B. Sweeney |